# Damokos család (alsócsernátoni)

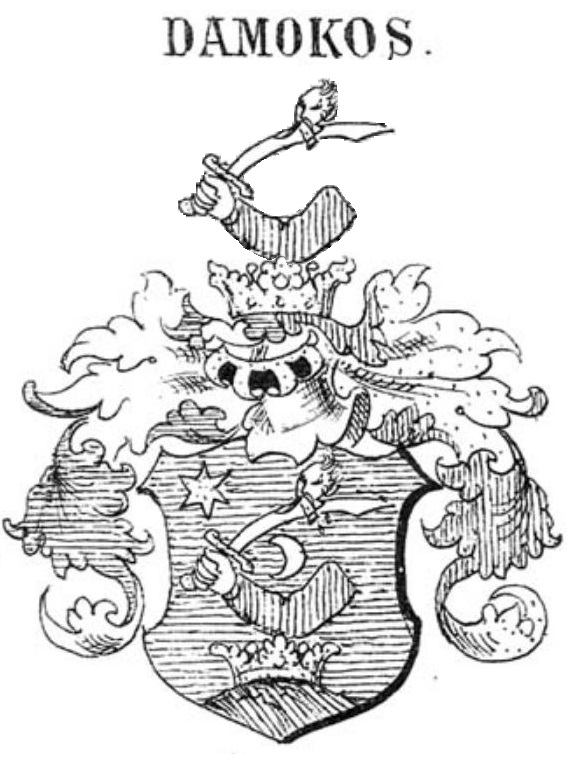
Az alsócsernátoni Damokos család címere (a Siebmacher féle könyvből)

Az alsócsernátoni Damokos család egy ősrégi református székely nemesi származású Kovászna megyei család.

## A család története
A család legkorábbi apai ági őse, Nyujtódi Simon volt, aki 1370-ben élt. Dédunokája, Domonkos fia, alsócsernátoni Damokos Pál volt, aki 1507-ben élt. Az alsócsernáton lakó Damokos család, több adományt tett a Alsócsernátoni református templom számára, köztük a szószék előtti térségben álló asztal, amely fehér márványból készült. Damokos Pál unokája, Mihály fia, Damokos Tamás (†1600), híres katona volt a török korszakban. A szószék mellett a vértanú Damokos Tamás és Damokos Domokos átaranyozott feliratú sírköve látható. Damokos Tamás második felesége neve Morgonday Borbála volt. Damokos Tamásnak 4 fiúgyermeke született: Péter, Pál, Damokos Ferenc, aki Nemes Anna férje, és Damokos István, aki Lázár Judit férje volt.
Damokos István, csíkszenttamási Lázár Judit úrhölgyet vette el, akitől 5 gyermek született: Ozdi Miklósné Damokos Margit; Damokos Katalin, köröspataki Kálnoky Mihály; Damokos Pál; saárdi Simén Gáborné Damokos Ilona; Fekete Ferencné Damokos Judit; és ifjabb Damokos Tamás, csíki főkirálybíró, Macskásy Ilona férje. Amikor 1637-ben vagy 1638-ban Mikó József özvegye, Macskásy Ilona férjhez ment Damokoshoz, vele együtt került a Mikó-vár az ő kezébe is. Ifjabb Damokos Tamás részt vett II. Rákóczi György lengyelországi hadjáratában, ahol a krími tatárok fogságába esett, és csak kilenc év múlva térhetett haza. Visszatérésére, felesége elhunyt, és a várat eladták. Ifjabb Damokos Tamással kihalt az ő ága.
Damokos Ferencet, felesége, Nemes Anna úrnő, két fiú gyermekkel áldotta meg: Damokos János, aki feleségül vette királyhalmi Petki Judit úrhölgyet; és Damokos Péter, aki vitte tovább a családot. Damokos Péter neje Bakcsy Judit volt, unokája, István fia, alsócsernátoni Damokos Elek volt.
Damokos Elek házasságot kötött kisborosnyói Tompa Krisztina kisasszonnyal, akitől származott két fiúgyermek: ifjabb Damokos Elek, és Damokos István, Bartha Zsuzsanna férje. A Mária Terézia kori nemes házaspár frigyéből 8 gyermek született, azonban csak Damokos Ferenc (1788-1871) vitte tovább a családot. Damokos Ferenc feleségül vette kisborosnyói Tompa Terézia (1800-1867) úrhölgyet, akinek a szülei kisborosnyói Tompa Ádám és kisborosnyói Tompa Terézia lánya volt. Damokos Ferenc és Tompa Terézia házassága népesnek bizonyult; 13 gyermek született, azonban közülük csak heten érték el a felnőttkort: Damokos Lajos, akinek a neje Gyulai Rozália; Bartha Imréné Damokos Katalin; Damokos Ferenc (1822-1874), akinek a házastársa pávai Vajna Rozália (1822-1883); Réz Farkasné Damokos Teréz; Damokos Antal (1833-1907), jog- és államtudományok tudora, királyi törvényszéki elnök, a III. osztályú Vaskorona-rend lovagja, akinek a neje zetelaki Sebestyén Mária; alsócsernátoni Damokos Jánosné Damokos Anna; alsócsernátoni Damokos László (1837-1905) országgyűlési képviselő. Damokos László feleségül vette domahidai Domahidy Irén (1851-1915) úrhölgyet, domahidai Domahidy Ferenc (1824-1902), Szatmár vármegye főispánja, a Lipót-rend lovagja, 1848/49-es huszár százados és kenesei Kenessey Jozefin (1834-1891) lányát.
Damokos László és Domahidy Irén házasságából egy fiú és két lány gyermek született: bulyi és porcsalmai Jékey Sándorné Damokos Margit (1876-1945); Damokos Gabriella (1873-1938), akinek a férje a széki gróf Teleki család sarja, gróf széki Teleki János (1868–1937) földbirtokos volt; és Damokos Ferenc nagybányai főszolgabíró. Ferenc kétszer nősült meg: első felesége pécsújfalusi Péchy Klára volt, a második neje borsodi Latinovits Anna (1866-1953), aki borsodi Latinovits László és reszegi Jasztrabszky Irma lánya volt. Ferencnek két fia, Ferenc(†1976) és Albert, és több leány gyermeke született. Ferenc az első világháborúban megsérült, repesz találta el a sarkát és ezért a budapesti Honvéd-kórházba szállították s mire hazaengedték útlevél hiányában nem léphetett szülőföldjére. Visszatért Budapestre, ahol megnősült és asztalos mester lett, műalkotásai a mai napig megtekinthetőek a Pesterzsébeti-múzeum állandó kiállításában. Egy fiúgyermekük született Damokos László(†2001), felesége Veres Magdolna (†1985). Egyetlen fiúk Damokos László (1956-) építészmérnök, jelenleg Tatabánya Megyei Jogú Város főépítésze, felesége Berzsenyi Eszter(1958-) középiskolai tanár, fiaik Kristóf (1986-) rendszermérnök és Attila(1988-) rendező. Damokos Ferenc a világháború után magához hívta öccsét, Albertet aki később Budapesten megnősült, házasságából egy leánya, Katalin született.
Damokos Antal, királyi törvényszéki elnök és zetelaki Sebestyén Mária fia, alsócsernátoni dr. Damokos Andor (1880-1931), Udvarhelymegye alispánja, miniszteriumi tanácsos volt. Andornak két felesége volt: az első domahidi Dománhidy Elza, a második, szemerjai Szász Fanny (1889-1975), szemerjai Szász Béla (1840-1898) és Mentovich Julianna (1850-1908) lánya, volt. Damokos Andor második feleségétől származó fia, alsócsernátoni dr. Damokos Tamás (1923-1984), vegyészmérnök, műszeres analitikai szakmérnök.

## A család címere
Címerleírás: Kék alapon zöld hármas halmon páncélos levágott kar, mely egy kardot tart, rajta levágott török fejjel. Jobbról arany csillag, balról ezüst félhold kíséri. A sisak koronáján a pajzsbeli címerkép ismétlődik. A sisaktakaró jobbról arany-kék, balról ezüst-vörös.

## A család kiemelkedő tagjai
- alsócsernátoni Damokos Tamás, csíkszéki főkirálybíró, 1638-tól a Mikó-vár tulajdonosa felesége révén.
- alsócsernátoni Damokos Antal (1833-1907), jog- és államtudományok tudora, királyi törvényszéki elnök,
- alsócsernátoni Damokos László (1837-1905), jogász, országgyűlési képviselő.
- alsócsernátoni Damokos Andor (1880-1931), Udvarhelymegye alispánja, miniszteriumi tanácsos.

## Érdekességek
- Jókai Mór "A Damokosok" című regénye az alsócsernátoni Damokos családról szól.